# 楯岡滿茂
楯岡滿茂（たておかみつしげ、天文16年（1547年） - ？），是日本戰國時代的武將。最上氏家臣，楯岡城主。合稱最上八楯的最上氏分家之一，自稱豐前守。在天正八年(1580年)父親楯岡滿英支援同為最上八楯中天童氏的分家東根氏時戰敗身亡，楯岡滿茂在繼承當主後，便投降了最上義光。

## 生平
天正十四年(1586年)，小野寺義道率領六千兵馬和最上義光在有野峠交戰，義光長子最上義康率領八百精兵及楯岡滿茂跟鮭延秀綱不懈奮戰，將小野寺軍擊退。
文祿元年(1591年)，豐臣秀吉發起朝鮮侵略，最上義光與秋田實季、小野寺義道皆領兵至肥前名護屋參陣，最上義光趁機命令楯岡滿茂以擁有增田、湯澤檢地代官任命權之名義出兵小野寺領，從有屋峠越入攻打八口內，雖然楯岡滿茂成功在野戰討死小野寺方的八口內領主八口內定冬，但是小野寺家的軍師八柏道為順利集合草井崎、御返等豪族的援軍，楯岡滿茂也只好收兵撤退。
文祿四年(1595年)，楯岡滿茂身任總大將出兵攻下小野寺方的湯澤城，改封為湯澤城主，負責監看秋田家並繼續和小野寺家對峙。
慶長五年(1600年)，關原之戰爆發，最上義光支持德川家康，小野寺家因為和最上家的敵對關係倒向石田三成一方，最上義光在長谷堂城之戰後重新奪回庄內並攻下酒田城，湯澤城主楯岡滿茂負責領兵平定赤尾津氏。戰後，最上義光加封田川、櫛引、飽海、由利四郡，楯岡滿茂獲得龜田赤尾津城，領地多達四萬五千石，位居在最上氏分別帳中的首位。入封由利的楯岡滿茂為了方便統治，改在本莊一帶建立本莊城。楯岡滿茂也在領地遷移之際，多次隨封地改姓，歷經湯澤滿茂、赤尾津滿茂、本莊滿茂等名字，舊領地和姓氏楯岡改由義光之弟光直所有。
元和八年(1622年)，最上氏家中因為當主繼承問題發生騷動，被將軍德川秀忠以內亂不休之名義改易，楯岡滿茂失去領地後，與弟弟滿廣寄居於前橋藩主酒井忠世處，此後改名本城滿慶，1639年去世。